# Cariblatta neopunctipennis
Cariblatta neopunctipennis är en kackerlacksart som beskrevs av Rocha e Silva och Guilherme A.M.Lopes 1975. Cariblatta neopunctipennis ingår i släktet Cariblatta och familjen småkackerlackor. Inga underarter finns listade.